# 魯誠
魯誠（1444年—？），字文明，浙江紹興府山陰縣人，軍籍，明朝政治人物。進士出身。

## 生平
早年出身國子生，成化元年（1465年）舉乙酉科浙江鄉試第二十六名。成化十一年（1475年）乙未科會試第十六名，殿試登進士第二甲第六十九名。历官郎中。

## 家族
曾祖父魯彥名。祖父魯本恭。父亲魯瓛。